# Полет 1851 на „Индипендънт Еър“
Полет 1851 на „Индипендънт Еър“ е чартърен полет от летище Орио ал Серио, Бергамо, Италия, до летище „Пунта Кана“, Пунта Кана, Доминиканска република, през летище „Санта Мария“, остров Санта Мария, Азорски острови. На 8 февруари 1989 г. самолетът „Боинг 707-331B“, който изпълнява полета, се удря във връх Пико Палто, докато се приближава към летище „Санта Мария“ за планирано междинно кацане. Машината е унищожена и всички 144 души на борда умират, което води до най-смъртоносната самолетна катастрофа в историята на Португалия. Всички пътници са италианци, а целият екипаж е от американски граждани. Катастрофата е известна още като „Бедствието на Азорските острови“ (на италиански език: Il disastro delle Azzorre).
Разследващият съвет заключава, че инцидентът се дължи на неспазване от страна на екипажа на установени оперативни процедури, което довежда до умишленото спускане на самолета под минимална секторна височина. Установено е, че контролерът поставя машината още по ниско и влошава първоначалната грешка на първия офицер. Неспазване на стандартната фразеология в комуникацията между втория пилот и контролера, пренебрегване на процедурите на летищната контролна кула, ограниченият международен летателен опит на екипажа и малкото обучение на екипажа на авиокомпанията също допринасят за катастрофата.
В съдебните дела действията на „Индипендънт Еър“ са определени като небрежни и напълно доказват, че пилотът и екипажът летят под безопасна височина, въпреки че картите, които използват, ясно показват това. Капитанът се спуска под посочената височина и съзнателно поставя самолета в опасна ситуация. Делото приключва и близките на загиналите получават обезщетение на стойност 34 млн. щ.д.